# Saubrigues
Saubrigues – miejscowość i gmina we Francji, w regionie Nowa Akwitania, w departamencie Landy.
Według danych na rok 1990 gminę zamieszkiwało 887 osób, a gęstość zaludnienia wynosiła 41 osób/km² (wśród 2290 gmin Akwitanii Saubrigues plasuje się na 475. miejscu pod względem liczby ludności, natomiast pod względem powierzchni na miejscu 474.).